# Eparchie chustská
Eparchie Chust je eparchie ukrajinské pravoslavné církve Moskevského patriarchátu.

## Území a titul biskupa
Zahrnuje správní hranice území Vynohradivského, Mižhirského, Rachovského, Ťačivského a Chustského rajónu Zakarpatské oblasti.
Eparchiálnímu biskupovi náleží titul biskup chustský a vynohradivský.

## Historie
Eparchie byla zřízena Svatým synodem Ukrajinské pravoslavné církve dne 29. července 1994 oddělením území z mukačevské eparchie.

## Seznam biskupů
- 1994–1998 Mefodij (Petrovcij)
- 1998–2000 Agapit (Bevcyk)
- 2000–2006 Ioan (Siopko)
- 2006–2007 Ipolyt (Chylko)
- od 2007 Mark (Petrovcij)